# Roman Szczerbakiewicz
Roman Szczerbakiewicz (ur. 16 grudnia 1931 w Warszawie, zm. 4 września 2004 w Świdniku) – polski motocyklista, brat Remigiusza Jana Szczerbakiewicza.

## Życiorys
Okres okupacji spędził w stolicy na Starym Mieście, tam też przeżył Powstanie Warszawskie. W powstaniu zginęła jego matka i babka. Pozostała rodzina wraz z innymi warszawiakami znalazła się w obozie w Pruszkowie. Po ucieczce z obozu Roman powrócił na gruzy swojego domu. Tam na terenie zaminowanym znaleźli go żołnierze 11 pułku 4 dywizji 1 Armii WP. Jako syn pułku przeszedł szlak bojowy z Warszawy do Łaby. Po klęsce Niemiec odnalazł pozostałą przy życiu rodzinę, z którą zamieszkał w Lubaniu Śląskim. Tam pracował i uczęszczał do szkoły. Już  mając 14 lat już jeździł na poniemieckim Zundappie. W roku 1952 rodzina Szczerbakiewiczów przeniosła się do Świdnika, gdzie Roman rozpoczął pracę w WSK. Tam dość szybko założył wraz z Januszem Jaworskim Klub Sportowy „Stal Świdnik”klub motorowy. Przez pewien czas w klubie były dwa motory, w krótkim czasie przybyło 14 motocykli SHL-125, a następnie NSU-350, na którym jeździł Szczerbakiewicz. Startował w wyścigach motocyklowych, motokrosach, trzykrotnie w rajdach patrolowych. Roman Szczerbakiewicz był wieloletnim członkiem kadry narodowej. Mistrz Polski, Wicemistrz Polski, Mistrz Sportu, Srebrny Medalista „Sześciodniówki” FIM w Zakopanem. Pierwsze lata startów to wyścigi na ulicach Lublina i rajdy odbywające się w jego okolicach. W 1955 Roman zmuszony był na dwuletnią przerwą, spowodowaną kolejnymi dramatycznymi wydarzeniami w jego życiu. Urząd Bezpieczeństwa dopatrzył się udziału  w powstaniu warszawskim jego i rodziny. Został powołany do karnej kompanii w KWK im. Generała Zawadzkiego. Po powrocie z wojska kontynuował swoją karierę sportową i zawodową. Jako kontroler naziemny i pokładowy oblatywał świdnickie śmigłowce. Nie brakowało mu również sukcesów sportowych. Przez jedenaście lat występował w kadrze narodowej, startował w kraju i za granicą. W latach 60. rozpoczął również pracę jako instruktor klubu. W klasie 250 cm³ był mistrzem (1965), srebrnym (1961, 1966) i brązowym (1960), (1963) medalistą rajdowych mistrzostw Polski. W rajdach obserwowanych w klasie powyżej 175 cm³ był najlepszy w 1972 i 1973 roku, w rajdach szybkościowych okazał się pierwszy w Polsce w roku 1973. Za największy swój sukces uważał zdobycie tytułu wicemistrza Europy  w 1967 roku. Za ten wynik został wyróżniony tytułem Mistrza Sportu. Ścigał się do końca sezonu 1972. W życiorysie miał także osiem lat spędzonych w krajach arabskich, przy obsłudze śmigłowców WSK. Po zakończeniu kariery zawodowej pracował społecznie. Jego pasją była historia miasta. Włączał się w każdą inicjatywę, która mogła upamiętniać osiągnięcia świdniczan ostatniego półwiecza. Działał również w Klubie Seniorów Lotnictwa. Zmarł 4 września 2004, pochowany został w Alei Zasłużonych świdnickiego cmentarza.

## Odznaczenia i nagrody
- 1960 odznaczony Brązową Odznaką Honorową PZM
- 1965 odznaczony Srebrną Odznaką Honorową PZM
- 1972 odznaczony Złotą Odznaką Honorową PZM
- 1967 otrzymał tytuł Mistrza Sportu w dyscyplinie motocyklowej za wyniki w zawodach krajowych i międzynarodowych nadany przez Główny Komitet Kultury Fizycznej i Turystyki.
- 1987 otrzymał Honorową Odznakę Za Zasługi dla Lubelszczyzny.
- 1999 w uznaniu dla świdnickiego sportu kapituła Plebiscytu na Najlepszego Sportowca i Trenera Świdnika uhonorowała go pamiątkowa statuetką.
- 12 stycznia 2000 roku otrzymał tytuł Zasłużony dla PZM i w tym samym roku w plebiscycie na najlepszego sportowca 50-lecia PZM Lubelszczyzny znalazł się w złotej dziesiątce.